# 尼子敬久
尼子敬久，生年不詳，卒於天文23年11月2日（1554年11月26日），尼子國久的三男，上有兩名兄長尼子誠久、尼子豐久。
尼子敬久份屬新宮黨的成員，據「自尊上人江御奉加目録」所載，其權力在一門中排在第七位，隨父兄轉戰各處，參加過1540年的吉田郡山城之戰，在1544年攻打比叡尾山城主三吉氏，當時名聲甚至傳至畿內。
後來因為新宮党的驕縱蠻橫引起尼子家當主尼子晴久不滿，天文23年(1554年)11月1日，在父親尼子國久與長兄尼子誠久登城被伏殺害後，隨即尼子晴久也派兵襲擊其居館剿除其餘黨。留住居館的尼子敬久終究不敵而自害。